# 대동운부군옥
《대동운부군옥》(大東韻府群玉)은 조선 선조 때의 학자 권문해(權文海)가 편찬한 백과사전이다. 총 20권 20책으로 원나라 음시부(陰時夫)가 지은 《운부군옥》의 체제를 본떠 만들었다. '운부군옥'이란 여러 가지 항목을 한자음의 높낮이에 따라 분류했다는 뜻으로, 우리 나라와 중국의 문헌 약 190종 가운데 우리 나라에 관련된 주요 내용들을 단군부터 선조 때까지를 다룬 내용들을 가려 뽑았다. 선조 22년(1589년)에 완성되었지만 임진왜란으로 펴내지 못하고, 후손 권진락(權進洛)이 순조 12년(1812년)에야 간행하기 시작해 헌종 2년(1836년)에야 완간했다. 지금은 소실되고 없는 임진왜란 이전의 책들을 망라하여 사료적으로도 중요한 가치를 지니며, 16세기 한글의 모습을 알 수 있어 국어학에서도 중요하게 쓰인다. 최근 남명학연구소 경상한문학연구회 주도로 2007년에 총 20권으로 완간되었다.

## 편찬 및 전승 과정
- 권문해가 대구부사로 있던 1589년에 20권 20책으로 집필 완료. 치밀하게도 세 질을 미리 베껴두다.
- 1591년에 김성일이 국학에서 간행하고자 했으나 임진왜란으로 불발. 가져간 한 질은 소실되었다.
- 정구가 빌려가서 또 한 질을 잃어버리다.
- 마지막 한 질만이 남아 권문해의 아들인 권별이 한 질을 더 필사해 두다.
- 7대 손인 권진락이 출간하기 위해 정조 22년(1798년) 정범조(丁範祖)에게 서문을 부탁하다.
- 1812년 간행 작업이 시작되어 1836년에 판각이 완료되다.
- 1913년 최남선이 재간행을 시도하다 중단하다.
- 1950년 정양사(正陽社)에서 영인되다.
- 1977년과 1990년에 아세아문화사에서 영인되다.
- 2003년 국역 시작되다.
- 2007년 20권으로 국역 완간되었다.

## 의의
권문해는 '신라의 기록에는 신선이 놀던 기록이 많다. 이런 괴이한 것을 말하는 이들을 경계하기 위해 그 이름을 밝힌다.'는 이유를 대며 신선이 놀던 곳들의 이름을 적어둔다거나, 참람되게 중국의 연호가 아닌 독자적인 연호를 쓴 것을 경계한다는 이유로 신라와 고려의 연호들을 다 적어두었다. 이는 그가 우리의 것을 기록하면서 중국을 존중하는 사대부의 문화를 거스르지 않기 위해 묘안을 낸 것이다. 이것은 권문해가 주체적인 의식을 가지면서도 유교국가 안에서 어떻게 살아나가야 할 것인가에 대해 치열하게 고민했다는 것을 의미한다. 이런 경향은 조선 후기 내내 이어져서, 박지원이 열하일기와 같은 책을 쓸 때도 이어진 태도였고 이후 박지원과 북학파의 글들은 문체반정에 걸리게 된다.
권문해가 대동운부군옥을 쓰면서 지키기 위해 노력했다는 기준은 아래와 같다.
- 민족 자존의 입장 고려 : 방언, 속명 등 우리 고유의 것들을 그대로 기록
- 원본에 충실하게 : 서로 모순되는 것들도 원 사료의 것을 그대로 기록
- 자료를 최대한 광범위하게 수집
- 후대의 감계가 되도록 : 권장할만한 것들은 더욱 중요하게 다룸
- 유학을 존숭함

## 같이 보기
- 예천권씨 초간종택 별당 - 보물 제457호